# Micropera
Micropera é um género botânico pertencente à família das orquídeas (Orchidaceae).